# Кузьминова, Татьяна Александровна
Татьяна Александровна Кузьминова (род. 9 июля 1987) — российская футболистка, защитница.

## Биография
В 2003—2007 годах выступала в высшей лиге России за московское «Чертаново». В 2008 году перешла в воронежскую «Энергию» и провела 14 игр в чемпионате, однако команда была безнадёжным аутсайдером и проиграла все матчи.
В начале 2010-х годов играла во втором дивизионе за «Царицыно» (Москва) и неоднократно принимала участие в финальных стадиях чемпионата. В 2010 году стала бронзовым призёром второго дивизиона, а в 2011 и 2013 годах — победительницей. В 2010 и 2013 годах признавалась лучшей защитницей соревнований. Позднее играла за московский «Спартак-2».